# Helmut Dieser

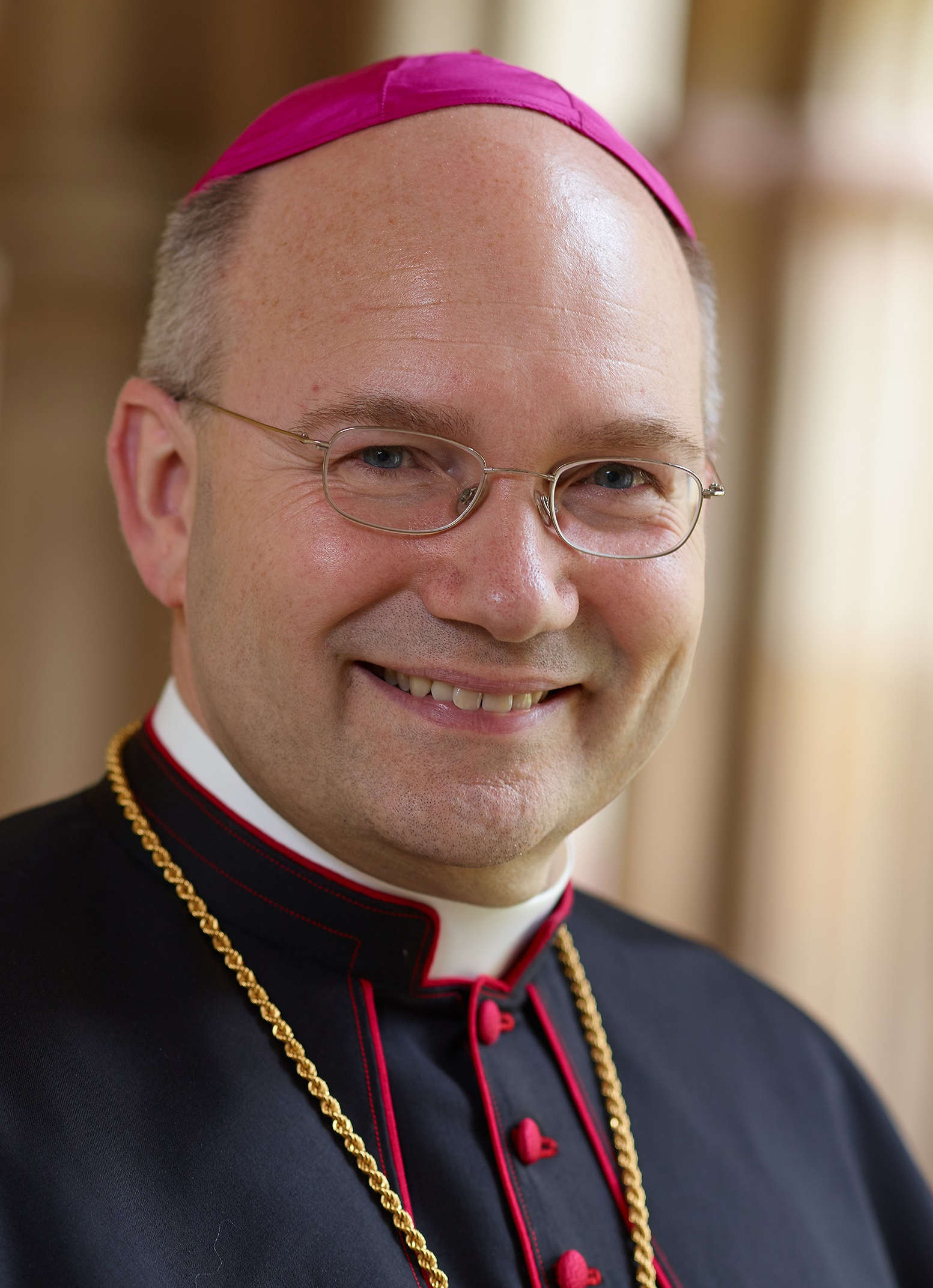
Helmut Dieser (2016)

Wappen als Bischof von Aachen

Wappen als Weihbischof in Trier

Helmut Karl Dieser (* 15. Mai 1962 in Neuwied) ist ein deutscher römisch-katholischer Geistlicher, seit dem 12. November 2016 Bischof von Aachen und seit dem 28. September 2022 Missbrauchsbeauftragter der Deutschen Bischofskonferenz.

## Leben
Helmut Dieser wuchs im Neuwieder Stadtteil Heimbach-Weis auf und studierte nach seinem Abitur am Gymnasium in Bendorf Katholische Theologie und Philosophie in Trier und Tübingen. Am 8. Juli 1989 empfing er die Priesterweihe durch den Bischof von Trier, Hermann Josef Spital, und war zunächst Kaplan in Bad Neuenahr-Ahrweiler. 1992 wurde er Wissenschaftlicher Mitarbeiter für Dogmatik an der Theologischen Fakultät Trier und 1998 zum Dr. theol. promoviert. 1996 erhielt er einen Lehrauftrag für Homiletik am Institut für Pastoralpsychologie und Homiletik des Priesterseminars Trier. Von 1997 bis 2004 war er Leiter der Berufseinführung der Kapläne. Von 1998 bis 2004 war er zudem Kooperator mit dem Titel Pfarrer in Waldrach, Kasel und Morscheid. 2004 wurde er zum Pfarrer in Adenau, Dümpelfeld und Kaltenborn ernannt. Zudem war Dieser als Dozent für Homiletik am Studienhaus St. Lambert in Lantershofen tätig. 2009/10 übernahm er als kommissarischer Leiter die Berufseinführung der Kapläne und wurde zum Pfarrkonsultor (Berater des Bischofs in Konfliktfällen) ernannt.
Papst Benedikt XVI. ernannte Helmut Dieser am 24. Februar 2011 zum Titularbischof von Narona und zum Weihbischof im Bistum Trier. Die Bischofsweihe spendete ihm der Trierer Bischof Stephan Ackermann am 5. Juni 2011 im Trierer Dom; Mitkonsekratoren waren die Weihbischöfe Robert Brahm und Jörg Michael Peters. Als Wahlspruch wählte Dieser Pax Dei omnem sensum exsuperat „Der Friede Gottes übersteigt alles Verstehen“ aus dem Brief an die Philipper (Phil 4,7 ).
Helmut Dieser gehört der Glaubenskommission und der  Pastoralkommission der Deutschen Bischofskonferenz an.
Am 23. September 2016 ernannte Papst Franziskus Dieser zum Bischof von Aachen. Den gemäß Artikel 16 des Reichskonkordats von 1933 vorgeschriebenen Treueeid schwor Dieser am 3. November 2016 in der Staatskanzlei des Landes Nordrhein-Westfalen im Beisein von Ministerpräsidentin Hannelore Kraft. Die Amtseinführung fand am 12. November 2016 im Aachener Dom statt.
Im Mai 2020 wurde Helmut Dieser als Nachfolger von Bischof Georg Bätzing zum Co-Vorsitzenden des Synodalforums 4 – „Leben in gelingenden Beziehungen – Liebe leben in Sexualität und Partnerschaft“ des Synodalen Wegs in der katholischen Kirche in Deutschland gewählt.
Am 28. September 2022 wählte ihn die Deutsche Bischofskonferenz bei ihrer Herbstvollversammlung in Fulda zum Missbrauchsbeauftragten. Er ist in der Funktion Nachfolger des Trierer Bischofs Stephan Ackermann, sein Stellvertreter ist der Freiburger Erzbischof Stephan Burger.

## Synodaler Prozess
Im Januar 2018 startete Helmut Dieser den synodalen Prozess „Heute bei dir“ im Bistum Aachen. Das Motto ist eine Kurzfassung des Jesusworts an Zachäus (Lk 19,5 ). Dabei sollen unter breiter Beteiligung vieler Interessierter Perspektiven und Veränderungen der Zukunft innerhalb des Bistums diskutiert werden. Im März 2018 bemängelten verschiedene Bistumsgremien, dass sie in die Planung dieser Initiative nicht einbezogen wurden. Der Bischof zeigte sich über die Kritik an seinem Führungsstil betroffen.

## Gutachten zu sexuellem Missbrauch durch Kleriker im Bistum Aachen
Dieser beauftragte 2018 ein Gutachten zur Aufarbeitung von Fällen sexuellen Missbrauchs und sexualisierter Gewalt durch Kleriker im Bistum Aachen im Zeitraum von 1965 bis 2019. Das Gutachten wurde am 12. November 2020 veröffentlicht.
 und 

## Positionen (Auswahl)
Dieser befürwortete im Juli 2021 die Reformforderungen des Synodalen Weges und forderte eine Reform der römisch-katholischen Sexualmoral. Vor der vierten Vollversammlung des Synodalen Weges im September 2022 sagte er im Interview mit der „Zeit“-Beilage „Christ und Welt“ über die kirchliche Lehre zu Sexualität und Empfängnisverhütung: „Wir dürfen die Weiterentwicklung der Lehre nicht einfach verweigern.“ Er stellte klar, dass Homosexualität „keine Panne Gottes, sondern gottgewollt im selben Maß wie die Schöpfung selbst“ sei. Homosexuelle Paare in einer verbindlichen Paarbeziehung könnten Jesus nachfolgen, indem sie sich einander annähmen und innerhalb ihrer Beziehung treu seien. Ferner gebe es „keine hundertprozentige Binarität“ bei der persönlichen Zuordnung zum weiblichen oder männlichen Geschlecht. Den Zölibat der Priester betrachtet er als „großen Gewinn“, wenn er gelinge; wenn die verpflichtende Ehelosigkeit generell freigestellt werde, verliere die Kirche etwas Wertvolles.